# Liste der Monuments historiques in Chonville-Malaumont
Die Liste der Monuments historiques in Chonville-Malaumont führt die Monuments historiques in der französischen Gemeinde Chonville-Malaumont auf.

## Liste der Immobilien
| Bezeichnung      | Beschreibung                                            | Standort                                 | Kennzeichnung | Schutzstatus | Datum     | Bild           |
| ---------------- | ------------------------------------------------------- | ---------------------------------------- | ------------- | ------------ | --------- | -------------- |
| Kirche St-Brice  | gotische Landkirche, 13. Jahrhundert                    | Chonville, rue de l’Église (Lage)        | PA00106505    | Classé       | 1914      | weitere Bilder |
| Kirche St-Martin | Wehrkirche mit romanischem Turm, ab dem 12. Jahrhundert | Malaumont, rue de l’Église romane (Lage) | PA00106506    | Classé       | 1908 1994 |                |

## Liste der Objekte
| Bezeichnung | Beschreibung            | Standort                                 | Kennzeichnung | Schutzstatus | Datum | Bild |
| ----------- | ----------------------- | ---------------------------------------- | ------------- | ------------ | ----- | ---- |
| Kelch       | Silber, vergoldet, 1756 | Chonville, in der Kirche St-Brice (Lage) | PM55001141    | Classé       | 1996  |      |